# Sahova rovnice
Sahova rovnice je významnou rovnicí ve fyzice plazmatu. Popisuje ionizační stupeň, který je závislý na rychlosti srážek částic plazmatu a tedy na teplotě. Má následující tvar:
{\displaystyle {\frac {P_{+}^{2}}{1-P_{+}}}=CT^{3/2}\exp \left(-{\frac {U_{i}}{kT}}\right),}
kde {\displaystyle C\sim 2{,}4\times 10^{21}\,{\rm {m^{-3}}}}, {\displaystyle P_{+}} je stupeň ionizace, {\displaystyle U_{i}} je ionizační potenciál, {\displaystyle T} je teplota plazmatu a {\displaystyle k} je Boltzmannova konstanta. Sahova rovnice je použitelná i pro plyny. Někdy se za jistý druh plazmatu považují i pevné látky (například kovy), které mají volné nosiče nábojů a vykazují kolektivní chování. Zde však počet volných nosičů náboje není určen Sahovou rovnicí.